# 香港存款保障委員會
香港存款保障委員會（英語：Hong Kong Deposit Protection Board），簡稱存保會，是香港的法定機構，專門管理香港存款保障計劃，於2004年7月根據《存款保障計劃條例》（第581章）第3條成立。
存款保障計劃已於2006年9月25日正式實施。
2020年9月28日，香港存款保障委員會的總部由中環金融街8號國際金融中心二期78樓，搬遷至灣仔皇后大道東183號合和中心18樓1802-1810室。

## 成員[2]
香港存款保障委員會的委員由香港特別行政區行政長官授權的財政司司長委任；委員來自不同專業界別，例如會計、銀行、消費者保障、破產法例、投資、資訊科技及公共行政等。
本會目前設有9名委員，其中包括2名分別代表金融管理專員及財經事務及庫務局局長的當然委員。名單如下：
- 主席

劉燕卿女士, SBS, JP
- 委員

陳錦文
陳冠雄教授
李國安教授
麥業成先生, BBS, JP
張泰強
羅盛慕嫻
阮國恒, JP（金融管理專員代表）
陳詠雯, JP（財經事務及庫務局局長代表）

## 背景
存款保障的由來，可以追溯到1991年的國際商業信貸銀行倒閉事件，令香港分公司亦不能倖免，當時其倒閉引發多家香港銀行出現擠提。國際商業信貸銀行倒閉後，當時的香港政府就是否於香港推行存款保障計劃進行公眾諮詢，由於成本及道德風險等多種問題，存款保障計劃建議被否決，直至1997年的亞洲金融風暴後，香港金融管理局於2000年委聘顧問公司就加強香港存款保障進行顧問研究。金管局隨後再進行廣泛諮詢，結果顯示大部分公眾普遍都支持在香港推行存保計劃，他們認為此計劃對他們存放銀行的存款得到保障，結果存款保障計劃自此產生。

## 保障範圍
在存款保障計劃下，如果存放在合資格存款的銀行倒閉，可以在銀行倒閉後的六星期內獲得最高達80萬港元的補償，而80萬元以下的存款的人可獲全數補償。任何合資格存款均受保障，包括所有常見的存款，如往來帳戶、儲蓄帳戶及年期不超過五年的定期存款。但以下的存款類別是不受保障的：
- 結構性存款
- 年期超過五年的定期存款
- 以計劃成員的資產作為償還存款的保證的存款
- 不記名票據
- 海外存款
- 為外匯基金帳戶持有的存款
- 豁除人士持有的存款
- 債券
- 股票

初時的存款保障計劃補償上限為10萬港元。
2008年9月，有謠言指東亞銀行可能倒閉，導致銀行出現擠提。同年10月，政府宣布動用外匯基金儲備，為香港的銀行暫時提供百分百存款保障金額，有效期至2010年12月31日，屆滿後補償上限亦正式放寬至50萬港元。
2024年7月3日，立法會通過《2024年存款保障計劃（修訂）條例》（《修訂條例》），存款保障計劃優化。自該年10月1日起，補償上限放寬至80萬港元。

## 外部連結
- 香港存款保障委員會 （页面存档备份，存于）